# MM125FD LNG
MM125FD LNG bezeichnet einen Schiffstyp von Doppelendfähren der norwegischen Reederei Torghatten Nord.

## Geschichte
Von dem Schiffstyp wurden im Januar 2017 zwei Einheiten bei der norwegischen Werft Vard bestellt. Drei weitere Einheiten wurden im Mai 2017 bei der türkischen Werft Tersan Tersanecilik bestellt. Die bei Vard bestellten Einheiten wurden auf der Werft Vard Braila in Rumänien gebaut und auf der Werft Vard Brevik ausgerüstet. Das Auftragsvolumen der beiden von Vard gebauten Einheiten belief sich auf rund 600 Mio. NOK. Die Fähren wurden zwischen 2017 und 2019 gebaut und ab Februar 2019 an die Reederei Torghatten Nord abgeliefert.
Der Schiffsentwurf stammte vom norwegischen Schiffsarchitekturbüro Multi Maritime in Førde.
Die Schiffe verkehren zwischen Halhjem und Sandvikvåg im Verlauf der Europastraße 39. Torghatten hatte den Betrieb der Verbindung Anfang Januar 2019 übernommen. Da die Fähren Anfang Januar 2019 noch nicht zur Verfügung standen, betrieb Torghatten Nord die Strecke zunächst mit vier gecharterten Fähren. Der Verkehrsvertrag läuft über acht Jahre mit der Option, ihn fünfmal um je ein Jahr zu verlängern. Die Fähren verkehren rund um die Uhr. Werktags und sonntags bietet die Reederei tagsüber alle zwanzig Minuten eine Abfahrt an, samstags verkehren die Fähren tagsüber alle 25 Minuten.

## Beschreibung
Die Schiffe sind mit einem Hybridantrieb mit einer Kombination aus gaselektrischem Antrieb und aus Akkumulatoren gespeistem Elektroantrieb ausgestattet. Für den reinen Elektrobetrieb ist die Fahrstrecke – die Passage zwischen den beiden Häfen dauert rund 40 Minuten – zu lang. Die Schiffe sind mit jeweils einer Propellergondel an den beiden Enden ausgestattet, die von Elektromotoren mit jeweils 2700 kW Leistung angetrieben werden. Für die Stromerzeugung stehen fünf Generatorsätze zur Verfügung. Drei der Generatoren werden von Neunzylinder-Gasmotoren des Typs C26:33L-9 des Motorenherstellers Bergen Engines mit jeweils 2430 kW Leistung angetrieben. Weiterhin stehen zwei von Dieselmotoren des Typs DI16M des Motorenherstellers Scania mit jeweils 600 kW Leistung angetriebene Generatoren zur Verfügung. Die Dieselmotoren werden mit Biodiesel betrieben. Die Leistung der Akkumulatoren beträgt 1017 kWh. Sie können jeweils während der Liegezeiten in den Häfen geladen werden.
Die Fähren verfügen über ein durchlaufendes Fahrzeugdeck mit sechs Fahrspuren. Das Fahrzeugdeck ist im mittleren Bereich der Fähren mit den Decksaufbauten überbaut. Das Fahrzeugdeck ist über herunterklappbare Rampen zugänglich. An beiden Enden der Fähren befinden sich nach oben aufklappbare Visiere.
Oberhalb des Fahrzeugdecks befinden sich vier Decks. Hier sind unter anderem Aufenthaltsräume für die Passagiere, ein Selbstbedienungsrestaurant und Bereiche für die Schiffsbesatzung untergebracht. Das Steuerhaus ist mittig auf die Decksaufbauten aufgesetzt.
Die Fähren können 180 Pkw befördern. Die Passagierkapazität beträgt 545 Personen.

## Schiffe
| MM125FD LNG | MM125FD LNG          | MM125FD LNG | MM125FD LNG                                        | MM125FD LNG |
| Bauname     | Bauwerft / Baunummer | IMO-Nummer  | Kiellegung Stapellauf Ablieferung                  |             |
| ----------- | -------------------- | ----------- | -------------------------------------------------- | ----------- |
| Flatøy      | Vard Brevik / 878    | 9822061     | 23. Juni 2017 25. Mai 2018 12. März 2019           |             |
| Lysøy       | Vard Brevik / 879    | 9822073     | 27. Juli 2017 14. Juli 2018 17. Juni 2019          |             |
| Huftarøy    | Tersan / 1080        | 9825805     | 27. Juli 2017 2. März 2018 11. Februar 2019        |             |
| Samnøy      | Tersan / 1081        | 9825817     | 25. September 2017 16. April 2018 11. Februar 2019 |             |
| Færøy       | Tersan / 1082        | 9825829     | 25. September 2017 29. Mai 2018 15. März 2019      |             |